# Glischropus
Glischropus és un gènere de ratpenats de la família dels vespertiliònids.

## Taxonomia
Aquest gènere està format per les següents quatre espècies:
- G. aquilus
- G. bucephalus
- Ratpenat de dit gros de Java, G. javanus
- G. meghalayanus
- G. tylopus